# Канте, Седрик
Седрик Канте (фр. Cédric Kanté; 6 июля 1979, Страсбург) — малийский футболист, защитник. Выступал за сборную Мали.

## Клубная карьера

### Ранняя карьера
Канте продвигался через молодежные ряды в местном клубе «Страсбург», прежде чем начать свою профессиональную карьеру. Он подписал свой первый профессиональный контракт с клубом в 1999 году, в возрасте 19 лет. 16 февраля 2000 года он дебютировал в Лиге 1 в матче против «Осера». Он провёл два сезона за «Страсбург» в своем первом выступлении, выиграв Кубок Франции в 2001 году. Он был отдан в аренду, в играющий в Лиге 2 «Истр». В единственном сезоне за клуб Канте сыграл 17 матчей. «Валанс» увидел талант в 21-летнем пареньке и взял его в годичную аренду. Он провёл там один сезон и был основным защитником команды. Он покинул клуб из-за его финансовой нестабильности.

### «Страсбург» и «Ницца»
Затем он вернулся в клуб «Страсбург», подписав трехлетний контракт. Он быстро попал в первую команду и был основной частью их повышения в Лигу 1. За три сезона, проведённых Канте за клуб, он забил 3 гола в 91 матче, а также выиграл кубок французской лиги в 2005 году. По окончании своего контракта с клубом, он подписал контракт с «Ниццей» из Лиги 1. Его первый сезон в клубе был неудачным, и «Ницца» едва избежала вылета. Однако во втором сезоне клуб смог достичь 8-о места. Его последний сезон был похожим, так как он помог «Ницце» достойно занять 9-е место в сезоне 2008/09. После трёх успешных сезонов Канте покинул клуб ради греческого гиганта «Панатинаикоса». В общей сложности за «Ниццу» он сыграл 97 матчей и забил два мяча.

### «Панатинаикос»
Канте подписал трёхлетний контракт с клубом «Панатинаикос» в июне 2009 года. В свой первый сезон в «Панатинаикосе» он помог клубу выиграть чемпионат и кубок Греции впервые за шесть лет. В финале Канте сыграл важную роль в центре обороны, «Панатинаикос» победил «Арис» со счетом 1:0, победный гол забил аргентинский нападающий Себастьян Лето.
В своём первом сезоне в «Панатинаикосе» Канте сыграл в 21 матче чемпионата и оформил две голевые передачи.

### Дальнейшая карьера
В июле 2012 года Канте вернулся во Францию, подписав двухлетний контракт с командой Лиги 1 «Сошо». После вылета «Сошо» в Лигу 2 в сезоне 2013/14, Канте покинул клуб и подписал годичный контракт с другой командой, находящейся в низшей лиге, «Аяччо». Проведя год в клубе он завершил карьеру.

## Международная карьера
Родившись во Франции, Канте имел право играть за сборную Мали через свою родословную. Он решил играть за родину родителей и представлял «орлов» в международных соревнованиях. Канте участвовал на Кубке африканских наций 2008 года в Гане. На турнире он сыграл во всех трёх матчах группового этапа. На Кубке африканских наций 2012 года в Габоне и Экваториальной Гвинеи он в качестве капитана сыграл во всех матчах турнира, а сборная Мали заняла 3-е место.

## Достижения
«Страсбург»
- Обладатель Кубка Франции: 2000/01
- Обладатель Кубка французской лиги: 2004/05

«Панатинаикос»
- Чемпион Греции: 2009/10
- Обладатель Кубка Греции: 2009/10

Мали
- 3-е место на Кубке африканских наций: 2012